# Левады
Левады (бел. Лявады, Лявада) — посёлок в Губичском сельсовете Буда-Кошелёвского района Гомельской области Белоруссии.

## География

### Расположение
В 25 км на юго-запад от районного центра и железнодорожной станции Буда-Кошелёвская (на линии Жлобин — Гомель), 47 км от Гомеля.

## Транспортная сеть
Транспортные связи по просёлочной, затем автомобильной дороге Жлобин — Гомель. Планировка состоит из короткой прямолинейной улицы, ориентированной с юго-востока на северо-запад, к которой на севере присоединяется под прямым углом вторая короткая улица. Застройка деревянная, усадебного типа.

## История
Основан в начале 1920-х годов переселенцами с соседних деревень на бывших помещичьих землях. В 1930 году жители деревни вступили в колхоз. Во время Великой Отечественной войны погибли 12 жителей. В 1959 году в составе колхоза «Авангард» (центр — деревня Старая Буда).
До 16 декабря 2009 года в составе Старобудского сельсовета.

## Население

### Численность
- 2004 год — 19 хозяйств, 27 жителей.

### Динамика
- 1959 год — 129 жителей (согласно переписи).
- 2004 год — 19 хозяйств, 27 жителей.